# خربة الذريح
خربة الذريح هي موقع أثري لقرية نبطية ومعبد نبطي ضخم  في جنوب الأردن في مدينة الطفيلة على بعد 100 كم شمال البتراء. تعود أقدم الآثار هنا إلى العصر الحجري الحديث في بلاد الشام وبالتحديد إلى العصر الحجري الحديث الفخاري (Pottery Neolithic (P.N الذي يؤرخ ما بين 6000- 4000 قبل الميلاد. ويخبرنا معجم تاج العروس بأن معنى الذَّرِيح في العربية الهِضابُ، ومفردها الذَّرِيحةُ وهذا وارد لوجود الموقع بمنطقة شبه جبلية ولأن لغة الأنباط كانت من لهجات اللغة العربية وإن لم تكن فصحى قرشيَّة.

## تاريخ التنقيب الأثري
شهد موقع خربة الذريح ثلاثة عشر موسماً أثرياً للتنقيب والترميم بين عامي 1984 و2007، تتجلى اهمية الموقع في مقدرته على تقديم اجابات حول حياة الأنباط خارج حدود عاصمتهم البتراء، لا سيما في مناحي الحياة الدينية والأجتماعية. يمتاز موقع الذريح بخصوبة الأراضي الزراعية المحيطة به وكثرة ينابيع المياه كعين اللعبان التي اسهمت في تمركزالاستقرار البشري في هذا الموقع منذ القدم. تدل الشواهد الأثرية على ان خربة الذريح قد أستوطن منذ العصر الحجري الحديث الفخاري وأستمر الاستيطان في العصور البرونزية ويؤكد المحيسن وفيل نيف على ان الموقع تم استيطانه في الفترة الادومية بناء على العثور على بقايا تعود بتاريخها إلى الفترة الادومية، وفي الفترة النبطية أصبح الموقع ذا اهمية كبرى، كما عتر على بعض الدلائل التي تشير إلى استمرارية الاستيطان خلال الفترات الرومانية والبيزنطية والإسلامية المبكرة والمتأخرة.

## الموقع الجغرافي
يذكر الباحث زيدون المحيسن الوصف التالي عن الموقع: تقع الذريح في وادي اللعبان في الجزء الشمالي جنوب الأردن، ويعد وادي اللعبان أحد الروافد الرئيسية لوادي الحسا، الذي يشمل على احواض ماء أهمها ظهر اللعبان وعين اللعبان التي تقع إلى شمال شرق من مدينة الطفيلة، وهذه المنطقة تتكون من هضبة منبسطة نسبيا تشكل مسطبة ابعادها 10 كم من الشمال إلى الجنوب و30 كم من الشرق إلى الغرب. كانت خصوبة هذه الهضبة تتراوح بين الخصوبة العالية وقلتها، وتتناقص الخصوبة من الشرق إلى الغرب بأتجاه الصحراء، كانت المنطقة الواقعة في الغرب من وادي اللعبان تزرع بالحبوب وخاصة القمح، ويسود المنطقة مناخ البحر الأبيض المتوسط التقليدي بشتائه الرطب وصيفه الجاف، والمرتفعات في الهضبة تتلقى كميات أكبر من الأمطار أو حتى الثلوج، والوديان في هذه الهضبة كانت أطولها اقل من 10 كم بأستثاء وادي اللعبان الذي يتصل بوادي الحسما بطول 25 كم من منبعه حتى جبل التنور،(Roller 1983 :173-174)، تمتاز تربة الموقع الحمراء بغناها وصنفت على انها من التربة الحمراء Terra Rossa Medterrian التي تتواجد في حوض البحر الأبيض المتوسط.وتشتهر المنطقة بوجود العديد من الينابيع مثل عين الذريح وعين اللعبان وعين الفضيح وهذه الينابيع تشكل مصدراً هاماً لري الأراضي الزراعية، فمن الناحية الزراعية تشتهر خربة الذريح بزراعة أشجار الزيتون والكرمة والحبوب ومختلف أنواع الخضار (المحسين وفيل نيف 1990 :5) ومعدل سقوط الأمطار في المنطقة يبلغ 200 ملم.
تميزت خربة الريح بموقعها الاستراتيجي الهام لوقعها من القرب من طريق التجارة الرئيسي، بألإضافة لوقوعها على طرق التجارية الفرعية المتجهة إلى منطقة غور الأردن وفلسطين وغزة. وترجع اهمية الموقع كذلك وخاصة في الفترة النبطية لقربه من معبد خربة التنور الذي يبعد حوالي 7 كم شمالاً الذي بني فوق قمة جبل التنور المرتفعة الذي كان من أهم مراكز الدينية التي يحج إليها الأنباط، كذلك ترجع اهمية الموقع لقربه من ينابيع المياه الحارة في منطقتي عفرا والبربيطة الواقعتين على بعد بضعة كيلوا مترات إلى الغرب منها.

## تاريخ البحث الاثري
يعد الرحالة البريطانيان ايربي ومانجلس أول من زار الموقع في عام 1818 ميلادي وقد ذكرا الموقع دون ذكر اسمه، وقاما بوصف المعبد وصفاً اولياً (Irby & Mangles 1985:374-375). وذكر الموقع أيضاً من قبل برونو ودوماسفسكي دون زيارة الموقع معتمدين على ايربي ومانجلس. وفي بداية الثلاثنيات من القرن الماضي كان الموقع محط اهتمام الباحثين فقد زاره برازلفسكي Braslavski ووصف الموقع وصفاً اولياً مع بعض القياسات الأولية، كما قام بوصف بعض زخارف المعبد (1934: 93-95 (Braslavski، كما زار الموقع نيلسون جلوك Glueck عدة مرات أثناء مسوحاته لشرق الأردن، وأثناء حفرياته في خربة التنور اعتبارها منطقة استيطان نبطية كبيرة جداً، تطل على وادي اللعبان وتحتوي على عين الذريح وبركة اللعبان بالأضافة إلى معبد نبطي (Glueck 1935:101-102) كما قام بتأريخ المعبد اعتماداً على مقارنته بمعبد خربة التنور إلى الربع الثاني من القرن الثاني الميلادي (Glueck 1937-39:46-47)، كما قام الاب سافيناك Savignac بمسوحات ودراسات اولية سريعة للموقع (Savignac 1937:265)، واعاد وصف آثار الموقع، وترجم النقش النبطي المكتشف من خربة التنور والذي يذكر اسم اللعبان (Savignac 1937:403-404). ذكر هاردنج Harding وجود خرائب على مرتفع صغير على بعد مسيرة حوالي 2 كم من مصب وادي اللعبان، وفيه بقايا معبد مشابه لمعبد خربة التنور في تأريخه ومخططه بالإضافة لعدة قبور في مكان مذبح الهيكل (هاردنج 1965 : 136) وذكر الموقع أيضاً ماكدونالد Macdonald أتناء مسوحاته في وادي الحسا ضمن سلسلة من المواقع النبطية (Macdonald 1988:204-205) كما قام روللر Roller بوصف الموقع والاستيطان الزراعي في وادي اللعبان (Roller1983:173-182).
جرت أولى الحفريات في الموقع بصيف عام 1983 من قبل المعهد الفرنسي لآثار الشرق القديم (I.F.A.P.O) برئاسة فيل نيف واقتصر العمل استكشاف ودراسة مفصلة لمى يحتويه السطح من بقايا اثرية، وفي صيف عام 1984 بدأ الموسم الأول للتنقيب عن الاثار في الموقع من قبل البعثة الفرنسية برئاسة فرانسوا فيل نيف ودائرة الاثار العامة برئاسة زيدون المحسين لمدت ثلاث سنوات (84-87).
وشهد الموقع ثلاثة عشر موقع للتنقيب والترميم كان اخرها في 2007 شارك فيه ثلاثة جهات البعثة الفرنسية ودائرة الاثار العامة وكلية الاثار والانثروبولوجيا من جامعة اليرموك.

## معبد الذريح
يذكر الباحثان الروسان والمحيسن التالي عن خصائص المعبد: احتل معبد خربة الذريح الجهة الشمالية لسلسلة متتالية من الساحات، حيث أسس على سطح صناعي جزئياً. يتراوح تأريخ بناء المعبد بين القرنين الأول والثاني للميلاد. خلال القرن الأول شغل فناء مقدس ذو ساحة مفردة وابعاد متواضعة الجزء الشمالي من المبنى الحالي، حيث ضم معبداً صغيراً يقع غربه مذبح صغير كذلك. بين سنتي 100-150 ميلادية أدخلت تعديلات كبيرة على المبنى الذي ضم داخل حمى المقدس Temenos أكثر اتساعاً، فتم دفن المذبح تحت غرفة ملحقة بالهيكل الجديد وإعادة بناء المعبد وتوسعته باستخدام بعض حجارة المعبد القديم.
يبلغ طول المعبد الذي كان يرتفع حتى حدود 51 متراً تقريباً 22 متر طوله 51 متر عرضه. تقدم المعبد مجاز ذو شكل مستطيل غير مسقوف على الارجح وخال من الزينة، تكسو جدرانهطبقة سميكة من القصارة المدهونة بألوان غامقة والمنتهية في جزئها العلوي بإفريز مسنن. كان يتم الدخول إلى المجاز عبر باب واسع 2.50 متر ومنه يتم الوصول إلى باب أكثر اتساعاً 3.70 متراً إلى المقدس الذي جعل هو أيضاً عرضي لكنه تميز بزخارف جصية هندسية الشكل طغا عليها اللون الأحمر مع أشكال زخرفية نفذت بألوان سوداء أو بيضاء أو زرقاء. أما في عمق المعبد فثمة قدس الأقداس الذي شغلت وسطه منصة مربعة يبلغ طول ضلعها سبعة امتار حملت على ثلاث من جهاتها مظلة ذات اعمدة حملت بدورها رباط أعمدة architrave مزيناً بزخارف منحوتة بالغة الغنى.كان يتم الوصول إلى هذه المنصة أو ال (موتاب) حيث كانت توضع الانصاب عن طريق درجين جانبيين.
في بداية القرن الثاني الميلادي تم دون شك في إطار تغييرات مرتبطة بطقوس العبادة أغلاق الدرجيين الجانبين وأستبدالهما بدرج من الخشب، كما تم إضافة تجويف ثالث في الزاوية الشمالية – الشرقية للموتاب أعد لأحتواء نصب إضافي وتصميم حوض ثم قطعه في جذع عمود ليوضع في الدرج الجنوبي – الغربي دون مستوى أرضية المنصة البلطة، حيث كان مخصصا لأستقبال السوائل التي تعم الأرضية بعد سكبها على الانصاب.